# 2007 en sport automobile
Chronologie du Sport automobile
2006 en sport automobile - 2007 en sport automobile - 2008 en sport automobile

## Par mois

### Janvier
- 6 janvier au 21 janvier, Rallye Paris-Dakar : le Français Stéphane Peterhansel s'impose en voiture sur une Mitsubishi devant Luc Alphand et Jean-Louis Schlesser.
- 18 janvier, Championnat du monde des rallyes 2007 : Pour l'ouverture de la saison 2007 du championnat du monde des rallyes, le triple champion du monde Sébastien Loeb (Citroën C4) remporté les deux premières spéciales du Rallye Monte-Carlo et occupe la tête du classement à l'issue de la première journée, devant son coéquipier espagnol Daniel Sordo (2e), sur l'autre Citroën C4 officielle (à 23 s) et le Finlandais Marcus Grönholm (Ford Focus RS (pl)) (3e) (à 29 s).
- 19 janvier, Championnat du monde des rallyes 2007 : au terme de la deuxième étape du Rallye Monte-Carlo, le triple champion du monde Sébastien Loeb (Citroën C4) conserve la tête du classement devant son coéquipier espagnol Daniel Sordo (2e), sur l'autre Citroën C4 officielle (à 25 s) et le Finlandais Marcus Grönholm (Ford Focus RS (pl)), vice-champion du monde et vainqueur à Monaco en 2006 (3e) (à 1 min 15 s).

- 21 janvier :
  - Championnat du monde des rallyes 2007 : le Français Sébastien Loeb (Citroën C4) remporte pour la quatrième fois le Rallye Monte-Carlo. Son coéquipier, l'Espagnol Daniel Sordo, en terminant à la deuxième place, permet à la Citroën C4, de réussir un doublé pour ses débuts en championnat du monde. Le Finlandais Marcus Grönholm (Ford Focus RS (pl)), principal concurrent de Loeb pour le titre, vainqueur à Monaco en 2006, termine à la troisième place à plus d'une minute.
  - A1 Grand Prix Saison 2006-2007 : l'Allemagne remporte l'étape néo-zélandaise du championnat.
- 28 janvier, Endurance : l'ancien pilote de Formule 1 colombien Juan Pablo Montoya, associé à Scott Pruett et Salvador Durán, au volant de la Riley-Lexus de l’écurie Ganassi, remporte la course d’endurance des 24 Heures de Daytona, sur le Daytona International Speedway.

### Février
- 4 février, A1 Grand Prix Saison 2006-2007 : l'Allemagne remporte l'étape australienne du championnat et renforce sa position de leader au classement général avec 82 points devant la Nouvelle-Zélande (57 pts) et la France (52 pts).
- 11 février, Championnat du monde des rallyes 2007 : le Finlandais Marcus Grönholm (Ford Focus WRC) remporte le Rallye de Suède devant le Français Sébastien Loeb (Citroën).
- 18 février, Championnat du monde des rallyes : le Finlandais Mikko Hirvonen remporte le rallye de Norvège, en devançant son coéquipier Marcus Grönholm et le Norvégien Henning Solberg.

### Mars
- 11 mars : le Français Sébastien Loeb remporte le rallye du Mexique, quatrième manche du championnat du monde, au volant de la Citroën C4, s'imposant pour la deuxième fois consécutive au pays des Aztèques. Il devance les deux Finlandais de Ford, Marcus Grönholm (2e à 55 s 8) et Mikko Hirvonen (3e à 1 min 27 s 7).
- 18 mars, Championnat du monde de Formule 1 : en ouverture de la saison 2007, le Finlandais Kimi Räikkönen (Ferrari) remporte le Grand Prix d'Australie, devant le double champion du monde Fernando Alonso (McLaren) (2e) et le jeune débutant britannique Lewis Hamilton (McLaren) (3e), champion GP2 en 2006, qui a fait forte impression tout au long de sa première course en Formule 1, qu'il termine donc sur le podium !

### Avril
- 1er avril :
  - Victoire de Jimmie Johnson lors du Goody's Cool Orange 500 sur le Martinsville Speedway en NASCAR Nextel Cup.
  - Hélio Castroneves remporte la course sur le circuit urbain de St. Petersburg en Champ Car.
- 8 avril (Formule 1) : Grand Prix automobile de Malaisie.
- 15 avril (Formule 1) : Grand Prix de Bahreïn.

### Mai
- 6 mai : en rallye, Sébastien Loeb remporte sa quatrième victoire de la saison (la troisième consécutivement) au rallye d'Argentine et conserve la tête du championnat devant Marcus Grönholm et Mikko Hirvonen.
- 13 mai, Championnat du monde de Formule 1 : à l'issue du Grand Prix d'Espagne, quatrième épreuve de la saison 2007, le jeune britannique Lewis Hamilton (McLaren) termine à nouveau sur le podium (quatrième podium pour ses quatre premières courses de F1) et prend seul la tête du championnat du monde avec 30 points devant le double champion du monde Fernando Alonso (2e avec 28 points). À 22 ans, il devient le plus jeune pilote de l'histoire à mener le championnat.
- 26 mai, Championnat IRL : Dario Franchitti remporte, sur une Dallara-Honda, la 91e édition des 500 miles d'Indianapolis, une course interrompue par la pluie après 166 tours alors que Franchitti était en tête. Il devient le second pilote écossais — après Jim Clark en 1965 — à s'imposer sur le mythique Indianapolis Motor Speedway. Hélio Castroneves double vainqueur de l'épreuve en 2001 et 2002 est parti en pole position, tandis que Tony Kanaan réalise le meilleur tour en course, en 40" 2829 (à la moyenne de 359,482 km/h).
- 27 mai : l'Espagnol Fernando Alonso (McLaren-Mercedes) remporte le Grand Prix de Monaco de Formule 1 en devançant son coéquipier le jeune Britannique Lewis Hamilton et le pilote brésilien Felipe Massa (Ferrari).

### Juin
- 3 juin, Rallye, Championnat du monde des rallyes 2007, Rallye de l'Acropole : le Finlandais Marcus Grönholm augmente son avance sur le français Sébastien Loeb en le devançant lors de ce rallye. Le Norvégien Petter Solberg termine troisième.

- 10 juin, Formule 1, Grand Prix du Canada : le Britannique Lewis Hamilton remporte sa première victoire en F1. Il devance Nick Heidfeld et Alexander Wurz.
- 16 juin : départ de la soixante-quinzième édition des 24 Heures du Mans.

- 17 juin : 
  - (Sport automobile) : Grand Prix automobile des États-Unis. Le jeune prodige britannique Lewis Hamilton, huit jours après son premier succès au GP du Canada, remporte sa seconde victoire en Formule 1, après seulement sept courses dans la discipline reine du sport automobile, confortant sa première place en tête du championnat du monde, avec 10 points d'avance sur le double champion du monde Fernando Alonso.
  - (Sport automobile) : l'équipage de l'Audi R10 no 1, composé de Frank Biela, Emanuele Pirro et Marco Werner, qui s'était déjà imposé en 2006, remporte la 76e édition des 24 Heures du Mans devant la Peugeot 908 no 8 (Bourdais-Sarrazin-Lamy) et la Pescarolo no 16 (Collard-Dumas-Boullion). Le constructeur allemand signe ainsi sa quatrième victoire consécutive dans l'épreuve d'endurance mancelle, la septième en huit ans.

- 24 juin : l'ancien pilote de Formule 1 Juan Pablo Montoya remporte sur le tracé routier de Sonoma en Californie sa première victoire en Nextel Cup. Le Colombien devient le deuxième pilote non-américain de l'histoire à s'imposer dans la catégorie reine de la NASCAR.

### Juillet
- 1er juillet :
  - Formule 1, Grand Prix de France sur le Circuit de Nevers Magny-Cours : doublé de la Scuderia Ferrari avec la victoire du Finlandais Kimi Räikkönen devant son coéquipier brésilien Felipe Massa. Le Britannique Lewis Hamilton (McLaren) complète le podium de ce Grand Prix de France 2007. En tête du Championnat, Lewis Hamilton creuse l'écart avec 14 points d'avance sur l'Espagnol Fernando Alonso (McLaren) qui termine 7e à Magny-Cours.
  - Champ Car, Grand Prix du Mont-Tremblant à Saint-Jovite : Champ Car World Series 2007 : première victoire du Néerlandais Robert Doornbos devant le Français Sébastien Bourdais.
  - NASCAR, Lenox Industrial Tools 300 au New Hampshire International Speedway : Denny Hamlin s'impose sur une Chevrolet Monte Carlo.
  - Le Mans Series, 1 000 kilomètres du Nürburgring : le Portugais Pedro Lamy et le Français Stéphane Sarrazin remportent l'épreuve du Nürburgring sur une Peugeot 908.
- 8 juillet (Formule 1) : Grand Prix automobile de Grande-Bretagne.
- 22 juillet (Formule 1) : le Grand Prix d'Europe est remporté par Fernando Alonso (McLaren) devant Felipe Massa (Ferrari et Mark Webber (Red Bull. À noter la non-présence de Lewis Hamilton dans les points, neuvième, entre les deux Renault de Giancarlo Fisichella et Heikki Kovalainen. Une course marquée par la pluie qui au bout de deux tours, a fait sortir de la piste Vitantonio Liuzzi, Nico Rosberg, Adrian Sutil, Lewis Hamilton, Jenson Button et Scott Speed.
- 23 juillet : à la suite de sa rencontre avec le Premier ministre français François Fillon, le président de la FOA Bernie Ecclestone accepte le principe d'un maintien du Grand Prix de France à Magny-Cours pour les saisons 2008 et 2009, dans l'attente de trouver un autre lieu d'accueil pour le doyen des Grands Prix automobile.

### Août
- 5 août (Formule 1) : Grand Prix automobile de Hongrie.
- 10 août (Formule 1) : la Scuderia Toro Rosso officialise l'engagement du pilote français Sébastien Bourdais, triple champion en Champ Car, pour disputer le championnat du monde de Formule 1 à compter de la saison saison 2008 aux côtés de l'Allemand Sebastian Vettel.
- 12 août (Champ Car) : le Français Sébastien Bourdais remporte sa 27e victoire en Champ Car en s'imposant lors du Grand Prix d'Elkhart Lake, dans le Wisconsin, devant l'Anglais Dan Clarke et l'Américain Graham Rahal. Le futur pilote Toro Rosso compte désormais 37 points d'avance sur le Néerlandais Robert Doornbos au classement général.
- 19 août, Rallye : le Français Sébastien Loeb (Citroën C4) remporte pour la sixième fois consécutive le Rallye d'Allemagne, sa cinquième victoire de la saison et la 33e (nouveau record) de sa carrière, en devançant François Duval (Citroën Xsara) et Mikko Hirvonen (Ford Focus). Il revient à 8 points de Marcus Grönholm (Ford Focus) au classement du championnat du monde.
- 26 août (Formule 1) : Grand Prix automobile de Turquie.

### Septembre
- 9 septembre (Formule 1) : lors du Grand Prix d'Italie de Formule 1 sur le circuit de Monza, on assiste au troisième doublé McLaren-Mercedes de la saison, avec la victoire du double champion du monde Fernando Alonso — sa quatrième de la saison — devant son coéquipier Lewis Hamilton (2e) et le Finlandais Kimi Räikkönen (3e). Alonso revient à trois points de son coéquipier au classement du championnat du monde, tandis que le Brésilien Felipe Massa, contraint à l'abandon, voit ses chances de remporter le titre mondial compromises.
- 16 septembre (Formule 1) : Grand Prix de Belgique.
- 30 septembre : lors du Grand Prix du Japon, disputé sur le circuit du Mont Fuji, le Britannique Lewis Hamilton (McLaren-Mercedes) remporte, sous une pluie battante, sa quatrième victoire de la saison devant les Finlandais Heikki Kovalainen (Renault) (2e) et Kimi Räikkönen (Ferrari) (3e). Il conforte sa position, en tête du championnat du monde et compte désormais, à deux Grands Prix de la fin, 12 points d'avance sur son coéquipier et rival Fernando Alonso, contraint à l'abandon à la suite d'un accident.

### Octobre
- 7 octobre (Formule 1) : Grand Prix de Chine.

- 15 octobre, Formule Renault 1.6 Belge : Karlīne Štāla (en) devient la première femme à remporter un championnat de monoplace grâce à son titre acquis dans le championnat de Formule Renault 1.6 Belge.

- 21 octobre
  - Formule 1 : Kimi Räikkönen remporte le Grand Prix du Brésil et devient champion du monde de Formule 1 pour la première fois de sa carrière
  - Champ Car : Sébastien Bourdais remporte la course de Champ Car à Surfers Paradise et le championnat pour la quatrième fois consécutive

- 28 octobre
  - WRC : Mikko Hirvonen remporte le Rallye du Japon 2007
  - World Series by Renault : Álvaro Parente remporte les World Series by Renault 2007 tout comme l'écurie Tech 1 Racing

- 30 octobre, Formule 3 : en 2008, et pour la première fois depuis 2005, le Grand Prix de Pau servira de cadre à une manche du championnat de Formule 3 Euroseries.

- 31 octobre, IndyCar Series : l'écurie Andretti-Green Racing (IndyCar Series) décide de faire confiance au pilote japonais Hideki Mutoh pour remplacer Dario Franchitti, parti poursuivre sa carrière en NASCAR.

### Novembre
- 3 novembre
  - NASCAR Busch Series : Carl Edwards remporte le championnat 2007 de NASCAR Busch Series 2 courses avant la fin de la saison.
  - DTM : le Finlandais Mika Häkkinen, double champion du monde de Formule 1 (1998 et 1999) et présent en DTM depuis trois saisons, annonce qu'il met un terme à sa carrière.
- 4 novembre, Formula V6 Asia (en) : le pilote britannique James Winslow remporte le championnat 2007 de Formula V6 Asia (en), le championnat asiatique de Formule Renault 3,5 L (l'équivalent des World Series by Renault en Europe).
- 8 novembre, WRC : directeur de Citroën Sport depuis 1989, l'ancien pilote de rallye Guy Fréquelin annonce qu'il quittera ses fonctions à la fin de l'année. Il sera remplacé par Olivier Quesnel.
- 9 novembre, IndyCar Series : Sam Hornish Jr. officialise son départ de l'IndyCar. En 2008, il pilotera à temps complet dans le championnat de NASCAR Sprint Cup, au sein de l'écurie Penske qui l'employait déjà en IndyCar et avec laquelle il remporta en 2006 le championnat ainsi que les 500 miles d'Indianapolis. Il sera remplacé par l'Australien Ryan Briscoe.
- 10 novembre, Le Mans Series : les Le Mans Series 2007 sont remportées par la Peugeot 908 de Stéphane Sarrazin et Pedro Lamy. La seconde Peugeot 908 termine troisième. Ainsi, avec ses deux équipages, la Team Peugeot Total a dominé la saison en gagnant chacune des six épreuves du championnat.
- 11 novembre, Champ Car : Sébastien Bourdais quitte définitivement le Champ Car en remportant la dernière course de la saison. En seulement cinq années, il aura remporté 4 championnats consécutifs, 31 victoires, 30 pole positions, faisant de lui le pilote le plus efficace que le championnat Nord américain ait connu. Dès la semaine suivante, il participe au développement de sa nouvelle monoplace, la Toro Rosso STR2 pour le championnat de Formule 1 2008.
- 18 novembre
  - NASCAR Nextel Cup : Jimmie Johnson remporte pour la deuxième fois consécutive le championnat NASCAR Nextel Cup lors de la course sur le célèbre Homestead-Miami Speedway qui clôture traditionnellement la saison. Juan Pablo Montoya, l'ancien pilote de F1, est le meilleur pilote débutant de la saison (Rookie of the year).
  - WTCC : le Britannique Andy Priaulx décroche le titre de champion du monde des voitures de tourisme (WTCC) à l'occasion du dernier meeting de l'année disputé sur le tracé de Macao. Il s'agit du troisième titre consécutif dans cette discipline pour le pilote BMW.
  - Formule 3 : le Britannique Oliver Jarvis (Reynard-Toyota de l'écurie TOMS's) remporte le Grand Prix de Macao de Formule 3. Il s'impose devant Kodai Tsukakoshi et Kazuya Ōshima, deux pilotes issus comme lui du championnat du Japon de Formule 3.

### Décembre
- 2 décembre
  - WRC : grâce à sa troisième place dans le rallye de Grande-Bretagne derrière les Ford Focus WRC des Finlandais Mikko Hirvonen et Marcus Grönholm, le Français Sébastien Loeb (Citroën C4 WRC) remporte le championnat du monde des rallyes pour la quatrième fois consécutive. Avant lui, seul le Finlandais Tommi Mäkinen avait réalisé une telle performance.
  - V8 Supercars Australia : l'Australien Garth Tander (en) (Holden Commodore) s'impose dans le championnat de V8 Supercars Australia à l'issue de la dernière manche de la saison disputée sur le tracé de Phillip Island.
- 9 décembre, Stock-car Light : le pilote brésilien Rafael Sperafico se tue dans un accident survenu à l'occasion de la dernière manche du championnat du Brésil de Stock Car Light.
- 16 décembre
  - A1 Grand Prix : l'Allemagne (avec Michael Ammermuller dans la course "sprint") et l'Inde (avec Narain Karthikeyan dans la cource principale) se partagent les victoires lors du quatrième rendez-vous de la saison d'A1 Grand Prix 2007-2008 disputé sur le tracé de Zhuhai en Chine. Il s'agit de la première victoire de l'équipe indienne depuis la création de l'A1 Grand Prix.
  - Race of Champions : organisé pour la première fois au stade de Wembley à Londres, la Race of Champions a vu la victoire pour la deuxième année consécutive du pilote suédois Mattias Ekström. Le champion en titre de DTM s'est imposé en finale devant Michael Schumacher. Dans la Coupe des Nations, l'équipe d'Allemagne (composée de Michael Schumacher et de Sebastian Vettel) a pris le meilleur sur l'équipe finlandaise composée d'Heikki Kovalainen et de Marcus Grönholm.

## Décès
- 7 janvier : Bobby Hamilton (en), 49 ans, pilote américain de NASCAR. (° 29 mai 1957).
- 16 janvier : Benny Parsons, 65 ans, pilote américain de NASCAR. (° 12 juillet 1941).
- 22 janvier : Emmanuel de Graffenried, 92 ans, pilote de Formule 1 suisse (° 18 mai 1914).
- 23 mars : Heinz Schiller, 77 ans, pilote de Formule 1 suisse. (° 25 janvier 1930).
- 3 avril : Robin Montgomerie-Charrington, 91 ans, pilote de Formule 1 britannique. (° 23 juin 1915).
- 4 juin : Bill France Jr., 74 ans, ancien président de la NASCAR. (° 4 avril 1933).
- 10 août : Jean Rédélé, 85 ans, pilote automobile français. (° 17 mai 1922).
- 12 août : Christian Elder, 38 ans, pilote automobile américain de NASCAR Busch Series. (° 6 décembre 1968).
- 16 août : John Blewett III, 33 ans, pilote automobile américain de NASCAR. (° 22 octobre 1973).
- 27 août : Hans Ruesch, écrivain suisse multilingue qui a été aussi pilote de course. (° 17 mai 1913).
- 15 septembre : Colin McRae, pilote de rallye britannique. (° 5 août 1968).
- 2 novembre : Don Freeland, pilote automobile américain. (° 25 mars 1925)
- 9 décembre : Rafael Sperafico, 26 ans, pilote automobile brésilien. (° 22 avril 1981).